# Aristolochia esperanzae
Aristolochia esperanzae là một loài thực vật có hoa trong họ Aristolochiaceae. Loài này được Kuntze mô tả khoa học đầu tiên năm 1898.